# Segunda Categoría de Ecuador 2018
La Segunda Categoría 2018 fue la edición n.º 45 de la Segunda Categoría del fútbol ecuatoriano, este torneo fue el tercer escalafón en la pirámide del Fútbol Ecuatoriano por detrás de la Serie A y Serie B, las fases finales comenzaron a disputarse el 27 de julio de 2018 y finalizaron el 15 de diciembre de 2018. El torneo se celebra de manera anual desde 1967.
El Club Deportivo Alianza Cotopaxi consiguió su primer título en la categoría tras una excelente campaña desde la etapa provincial donde fue campeón y en las fases regionales y nacionales en las cuales las superó con total comodidad, el título de campeón 2018 le permitió conseguir el ascenso a Serie B por primera vez en su historia y regresar a la provincia de Cotopaxi al fútbol de segunda división después de cinco temporadas.
Por otra parte el subcampeón del torneo fue el Club Deportivo Duros del Balón de Santa Elena, el cuadro peninsular comenzó en la etapa provincial quedando campeón, en las etapas regionales y nacionales terminó en primer lugar de sus respectivos grupos, tras una muy buena campaña el equipo de la ciudad de Salinas jugó por primera vez en su historia en la Serie B, de igual manera por primera vez un equipo de la península de Santa Elena jugó en el fútbol profesional.
En 1967, se denominó Segunda División Ecuatoriana de Fútbol ya que aún no se formaba la Serie B en los años 1967-1970.
En los años 1968-1974, se jugó los campeonatos provinciales tras la desaparición de la Segunda División Ecuatoriana de Fútbol.
En los años 1973 y 1983-1988 se desarrolló como el segundo nivel del fútbol ecuatoriano tras la desaparición de la Serie B y retomando su antiguo nombre.
El torneo comprendió 4 etapas: el primer semestre del año se jugaron los campeonatos provinciales, y en el segundo semestre las fases: regional, nacional y final.

## Sistema de campeonato
El formato para el torneo de Segunda Categoría 2018 fue confirmado en enero de 2018, tal como fue en el 2017 en el Comité Ejecutivo Ampliado en la Federación Ecuatoriana de Fútbol, ahí las diferentes asociaciones aprobaron el sistema de campeonato, la cantidad de clubes participantes, que hasta 2015 era de 44 equipos, para este torneo se redujo a 35, es decir que los torneos provinciales que tuvieron cinco o menos equipos solo clasificó el campeón provincial y los torneos que tuvieron seis equipos en adelante clasificaron el campeón y subcampeón provincial. El 5 de junio de 2018 se modificaron los grupos debido a la suspensión de dos asociaciones.
Fase provincial (primera etapa)
- La primera fase fue conformada por 20 asociaciones provinciales de fútbol del Ecuador, cada asociación tuvo su propio formato de clasificación. Para esta edición las asociaciones de Napo y Pastaza estuvieron suspendidas por no tener el número mínimo de clubes requerido para estar activas en la FEF.[4]
- Asociaciones con 5 o menos equipos clasificó 1 equipo a la fase regional.
- Asociaciones con 6 o más equipos clasificaron 2 equipos a la fase regional.

Fase regional (segunda etapa)
| Zona Oeste                                       | Zona Oeste                                       | Zona Norte                                         | Zona Norte                                 | Zona Centro                                 | Zona Centro                                                 | Zona Sur                         | Zona Sur                         |
| Zona 1                                           | Zona 2                                           | Zona 3                                             | Zona 4                                     | Zona 5                                      | Zona 6                                                      | Zona 7                           | Zona 8                           |
| ------------------------------------------------ | ------------------------------------------------ | -------------------------------------------------- | ------------------------------------------ | ------------------------------------------- | ----------------------------------------------------------- | -------------------------------- | -------------------------------- |
| Esmeraldas 2 Los Ríos 2 Manabí 1 Santo Domingo 1 | Esmeraldas 1 Los Ríos 1 Manabí 2 Santo Domingo 2 | Imbabura 1 Carchi Sucumbíos Cotopaxi 2 Pichincha 1 | Imbabura 2 Orellana Cotopaxi 1 Pichincha 2 | Bolívar 1 Chimborazo 1 Tungurahua 2 Cañar 2 | Bolívar 2 Chimborazo 2 Tungurahua 1 Cañar 1 Morona Santiago | Azuay 2 El Oro 1 Guayas 2 Loja 1 | Azuay 1 El Oro 2 Guayas 1 Loja 2 |

- Un total de 35 clubes jugaron esta etapa.[5]
- Se dividió en 8 grupos: cinco de 4 y tres de 5 clubes.
- Cada grupo constó de 6 y 10 fechas respectivamente con partidos de ida y vuelta.
- Clasificaron los dos primeros de cada grupo (16 equipos) a la fase nacional.

Fase nacional (tercera etapa)
- Un total de 16 clubes jugaron esta etapa.
- Se dividió en 4 grupos de 4 clubes por sorteo.
- Cada grupo constó de 6 fechas con partidos de ida y vuelta.
- Clasificaron los 4 primeros a la fase final.

Fase final (cuarta etapa)
- Un total de 4 clubes jugaron esta etapa.
- El cuadrangular final constó de 6 fechas con partidos de ida y vuelta.
- El primer y segundo equipo lograron el ascenso a la Serie B 2019.

## Equipos clasificados
| Asociación                                                                           | Equipo                              | Vía de clasificación |
| ------------------------------------------------------------------------------------ | ----------------------------------- | --- |
| Azuay 2 cupos                                                                        | Gloria Atenas F. C.                 | Campeón de la Segunda Categoría de Azuay 2018 Subcampeón de la Segunda Categoría de Azuay 2018                                                   |
| Bolívar 2 cupos                                                                      | Mineros S. C. Primero de Mayo       | Campeón de la Segunda Categoría de Bolívar 2018 Subcampeón de la Segunda Categoría de Bolívar 2018                                               |
| Cañar 2 cupos                                                                        | San Francisco Azogues S. C.         | Campeón de la Segunda Categoría de Cañar 2018 Subcampeón de la Segunda Categoría de Cañar 2018                                                   |
| Carchi 1 cupo                                                                        | Dunamis 04                          | Campeón de la Segunda Categoría de Carchi 2018                                                                                                   |
| Chimborazo 2 cupos                                                                   | Alianza Deportivo Guano             | Campeón de la Segunda Categoría de Chimborazo 2018 Subcampeón de la Segunda Categoría de Chimborazo 2018                                         |
| Cotopaxi 2 cupos                                                                     | Alianza Cotopaxi La Unión           | Campeón de la Segunda Categoría de Cotopaxi 2018 Subcampeón de la Segunda Categoría de Cotopaxi 2018                                             |
| El Oro 2 cupos                                                                       | Audaz Octubrino Cantera del Jubones | Campeón de la Segunda Categoría de El Oro 2018 Subcampeón de la Segunda Categoría de El Oro 2018                                                 |
| [[Archivo:\|20x20px\|border\|Bandera de Esmeraldas]] Esmeraldas 2 cupos              | Brasilia Rocafuerte                 | Campeón de la Segunda Categoría de Esmeraldas 2018 Subcampeón de la Segunda Categoría de Esmeraldas 2018                                         |
| Guayas 2 cupos                                                                       | Toreros F. C. Guayaquil Sport       | Campeón de la Segunda Categoría de Guayas 2018 Subcampeón de la Segunda Categoría de Guayas 2018                                                 |
| Imbabura 2 cupos                                                                     | Imbabura S. C. Leones del Norte     | Campeón de la Segunda Categoría de Imbabura 2018 Subcampeón de la Segunda Categoría de Imbabura 2018                                             |
| Loja 2 cupos                                                                         | Valle Catamayo Sport Villarreal     | Campeón de la Segunda Categoría de Loja 2018 Subcampeón de la Segunda Categoría de Loja 2018                                                     |
| Los Ríos 2 cupos                                                                     | Insutec Deportivo Quevedo           | Campeón de la Segunda Categoría de Los Ríos 2018 Subcampeón de la Segunda Categoría de Los Ríos 2018                                             |
| Manabí 2 cupos                                                                       | Atlético Portoviejo La Paz          | Campeón de la Segunda Categoría de Manabí 2018 Subcampeón de la Segunda Categoría de Manabí 2018                                                 |
| Morona Santiago 1 cupo                                                               | Deportivo Morona                    | Campeón de la Segunda Categoría de Morona Santiago 2018                                                                                          |
| Orellana 2 cupos                                                                     | Anaconda F. C.                      | Campeón de la Segunda Categoría de Orellana 2018                                                                                                 |
| [[Archivo:\|20x20px\|border\|Bandera de Pichincha]] Pichincha 2 cupos                | Espoli Cumbayá F. C.                | Campeón de la Segunda Categoría de Pichincha 2018 Subcampeón de la Segunda Categoría de Pichincha 2018                                           |
| [[Archivo:\|20x20px\|border\|Bandera de Santa Elena (provincia)]] Santa Elena 1 cupo | Duros del Balón                     | Campeón de la Segunda Categoría de Santa Elena 2018                                                                                              |
| Santo Domingo de los Tsáchilas 2 cupos                                               | Águilas Colorados S. C.             | Campeón de la Segunda Categoría de Santo Domingo de los Tsáchilas 2018 Subcampeón de la Segunda Categoría de Santo Domingo de los Tsáchilas 2018 |
| Sucumbíos 1 cupo                                                                     | Chicos Malos                        | Campeón de la Segunda Categoría de Sucumbíos 2018                                                                                                |
| Tungurahua 2 cupos                                                                   | América de Ambato Chacaritas        | Campeón de la Segunda Categoría de Tungurahua 2018 Subcampeón de la Segunda Categoría de Tungurahua 2018                                         |

## Zona 1
Los equipos de Esmeraldas, Los Ríos, Manabí y Santo Domingo de los Tsáchilas.
     – Clasificado para los cuadrangulares semifinales.

### Clasificación
|  |     | Equipo              | PJ | PG | PE | PP | GF | GC | DG | PTS |
|  | --- | ------------------- | -- | -- | -- | -- | -- | -- | -- | --- |
|  | 1.° | Atlético Portoviejo | 6  | 3  | 2  | 1  | 9  | 6  | +3 | 11  |
|  | 2.° | Deportivo Quevedo   | 6  | 3  | 2  | 1  | 7  | 5  | +2 | 11  |
|  | 3.° | Águilas             | 6  | 2  | 2  | 2  | 8  | 8  | 0  | 7   |
|  | 4.° | Rocafuerte          | 6  | 0  | 2  | 4  | 5  | 10 | -5 | 2   |

### Evolución de la clasificación
| Equipo / Jornada    | 01 | 02 | 03 | 04 | 05 | 06 |
| ------------------- | -- | -- | -- | -- | -- | -- |
| Atlético Portoviejo | 4  | 3  | 2  | 2  | 2  | 1  |
| Deportivo Quevedo   | 2  | 1  | 1  | 1  | 1  | 2  |
| Águilas             | 1  | 2  | 3  | 3  | 3  | 3  |
| Rocafuerte          | 3  | 4  | 4  | 4  | 4  | 4  |

### Resultados
|  | Deportivo Quevedo | 1 - 0 | Atlético Portoviejo |  | 7 de Octubre              | 28 de julio | 16:00 |
|  | Águilas           | 3 - 2 | Rocafuerte          |  | Olímpico de Santo Domingo | 29 de julio | 15:00 |

|  | Rocafuerte          | 0 - 0 | Deportivo Quevedo |  | CEAR Río Verde    | 4 de agosto | 11:30 |
|  | Atlético Portoviejo | 2 - 1 | Águilas           |  | Reales Tamarindos | 4 de agosto | 16:00 |

|  | Atlético Portoviejo | 2 - 1 | Rocafuerte |  | Reales Tamarindos | 10 de agosto | 16:00 |
|  | Deportivo Quevedo   | 2 - 0 | Águilas    |  | 7 de Octubre      | 11 de agosto | 16:00 |

|  | Rocafuerte | 1 - 1 | Atlético Portoviejo |  | CEAR Río Verde            | 25 de agosto | 11:30 |
|  | Águilas    | 1 - 1 | Deportivo Quevedo   |  | Olímpico de Santo Domingo | 26 de agosto | 15:00 |

|  | Deportivo Quevedo | 2 - 1 | Rocafuerte          |  | 7 de Octubre              | 8 de septiembre | 16:00 |
|  | Águilas           | 1 - 1 | Atlético Portoviejo |  | Olímpico de Santo Domingo | 9 de septiembre | 15:00 |

|  | Rocafuerte          | 0 - 2 | Águilas           |  | CEAR Río Verde    | 15 de septiembre | 11:30 |
|  | Atlético Portoviejo | 3 - 1 | Deportivo Quevedo |  | Reales Tamarindos | 15 de septiembre | 16:00 |

## Zona 2
Los equipos de Esmeraldas, Los Ríos, Manabí, Santo Domingo de los Tsáchilas y Santa Elena.

### Clasificación
|  |     | Equipo          | PJ | PG | PE | PP | GF | GC | DG  | PTS |
|  | --- | --------------- | -- | -- | -- | -- | -- | -- | --- | --- |
|  | 1.° | Duros del Balón | 8  | 4  | 2  | 2  | 15 | 6  | +9  | 14  |
|  | 2.° | Brasilia        | 8  | 3  | 5  | 0  | 12 | 4  | +8  | 14  |
|  | 3.° | La Paz          | 8  | 4  | 2  | 2  | 10 | 8  | +2  | 14  |
|  | 4.° | Insutec         | 8  | 2  | 2  | 4  | 11 | 13 | -2  | 8   |
|  | 5.° | Colorados       | 8  | 1  | 1  | 6  | 6  | 23 | -17 | 0   |

### Evolución de la clasificación
| Equipo / Jornada | 01 | 02 | 03 | 04 | 05 | 06 | 07 | 08 | 09 | 10 |
| ---------------- | -- | -- | -- | -- | -- | -- | -- | -- | -- | -- |
| Duros del Balón  | 3  | 2  | 2  | 1  | 3  | 3  | 3  | 2  | 1  | 1  |
| Brasilia         | 1  | 1  | 1  | 3  | 1  | 2  | 2  | 3  | 3  | 2  |
| La Paz           | 2  | 3  | 3  | 4  | 2  | 1  | 1  | 1  | 2  | 3  |
| Insutec          | 4  | 4  | 4  | 2  | 4  | 4  | 4  | 4  | 4  | 4  |
| Colorados        | 5  | 5  | 5  | 5  | 5  | 5  | 5  | 5  | 5  | 5  |

### Resultados
|        | Brasilia | 2 - 0           | Colorados       |                 | Folke Anderson  | 28 de julio     | 12:30           |
|        | La Paz   | 2 - 1           | Insutec         |                 | Jocay           | 29 de julio     | 13:00           |
| Libre: | Libre:   | Duros del Balón | Duros del Balón | Duros del Balón | Duros del Balón | Duros del Balón | Duros del Balón |

|        | Colorados | 1 - 2  | Duros del Balón |        | Obando y Pacheco | 4 de agosto | 15:00  |
|        | Insutec   | 0 - 0  | Brasilia        |        | 7 de Octubre     | 4 de agosto | 16:00  |
| Libre: | Libre:    | La Paz | La Paz          | La Paz | La Paz           | La Paz      | La Paz |

|        | Brasilia        | 0 - 0     | La Paz    |           | Folke Anderson | 11 de agosto | 12:30     |
|        | Duros del Balón | 1 - 1     | Insutec   |           | Los Chirijos   | 11 de agosto | 16:00     |
| Libre: | Libre:          | Colorados | Colorados | Colorados | Colorados      | Colorados    | Colorados |

|        | La Paz  | 0 - 1    | Duros del Balón |          | Jocay        | 15 de agosto | 16:00    |
|        | Insutec | 5 - 1    | Colorados       |          | 7 de Octubre | 15 de agosto | 16:00    |
| Libre: | Libre:  | Brasilia | Brasilia        | Brasilia | Brasilia     | Brasilia     | Brasilia |

|        | Colorados       | 1 - 3   | La Paz   |         | Obando y Pacheco | 18 de agosto | 15:30   |
|        | Duros del Balón | 0 - 1   | Brasilia |         | Los Chirijos     | 19 de agosto | 09:00   |
| Libre: | Libre:          | Insutec | Insutec  | Insutec | Insutec          | Insutec      | Insutec |

|        | La Paz   | 2 - 0   | Colorados       |         | Jocay          | 24 de agosto | 12:00   |
|        | Brasilia | 2 - 2   | Duros del Balón |         | Folke Anderson | 25 de agosto | 12:30   |
| Libre: | Libre:   | Insutec | Insutec         | Insutec | Insutec        | Insutec      | Insutec |

|        | Colorados       | 2 - 0    | Insutec  |          | Obando y Pacheco | 29 de agosto | 15:30    |
|        | Duros del Balón | 0 - 1    | La Paz   |          | Los Chirijos     | 29 de agosto | 16:00    |
| Libre: | Libre:          | Brasilia | Brasilia | Brasilia | Brasilia         | Brasilia     | Brasilia |

|        | Insutec | 0 - 1     | Duros del Balón |           | 7 de Octubre | 1 de septiembre | 16:00     |
|        | La Paz  | 1 - 1     | Brasilia        |           | Jocay        | 2 de septiembre | 14:00     |
| Libre: | Libre:  | Colorados | Colorados       | Colorados | Colorados    | Colorados       | Colorados |

|        | Brasilia        | 5 - 0  | Insutec   |        | Folke Anderson | 8 de septiembre | 12:30  |
|        | Duros del Balón | 8 - 0  | Colorados |        | Los Chirijos   | 8 de septiembre | 16:00  |
| Libre: | Libre:          | La Paz | La Paz    | La Paz | La Paz         | La Paz          | La Paz |

|        | Colorados | 1 - 1           | Brasilia        |                 | Olímpico de Santo Domingo | 16 de septiembre | 12:00           |
|        | Insutec   | 4 - 1           | La Paz          |                 | 7 de Octubre              | 16 de septiembre | 12:00           |
| Libre: | Libre:    | Duros del Balón | Duros del Balón | Duros del Balón | Duros del Balón           | Duros del Balón  | Duros del Balón |

## Zona 3
Los equipos de Imbabura, Carchi, Sucumbíos, Pichincha y Cotopaxi.

### Clasificación
|  |     | Equipo         | PJ | PG | PE | PP | GF | GC | DG  | PTS |
|  | --- | -------------- | -- | -- | -- | -- | -- | -- | --- | --- |
|  | 1.° | Espoli         | 8  | 6  | 1  | 1  | 23 | 5  | +18 | 19  |
|  | 2.° | Imbabura S. C. | 8  | 5  | 2  | 1  | 24 | 6  | +18 | 17  |
|  | 3.° | La Unión       | 8  | 4  | 1  | 3  | 26 | 7  | +19 | 13  |
|  | 4.° | Dunamis        | 8  | 3  | 0  | 5  | 8  | 18 | -10 | 5   |
|  | 5.° | Chicos Malos   | 8  | 0  | 0  | 8  | 5  | 50 | -45 | -4  |

### Evolución de la clasificación
| Equipo / Jornada | 01 | 02 | 03 | 04 | 05 | 06 | 07 | 08 | 09 | 10 |
| ---------------- | -- | -- | -- | -- | -- | -- | -- | -- | -- | -- |
| Espoli           | 4  | 2  | 1  | 2  | 1  | 1  | 2  | 1  | 1  | 1  |
| Imbabura S. C.   | 3  | 4  | 2  | 3  | 2  | 2  | 1  | 2  | 2  | 2  |
| La Unión         | 2  | 1  | 3  | 1  | 3  | 3  | 3  | 3  | 3  | 3  |
| Dunamis          | 1  | 3  | 4  | 4  | 4  | 4  | 4  | 4  | 4  | 4  |
| Chicos Malos     | 5  | 5  | 5  | 5  | 5  | 5  | 5  | 5  | 5  | 5  |

### Resultados
|        | Imbabura | 1 - 1  | La Unión     |        | Olímpico de Ibarra | 28 de julio | 16:00  |
|        | Dunamis  | 2 - 0  | Chicos Malos |        | Olímpico de Tulcán | 29 de julio | 16:00  |
| Libre: | Libre:   | Espoli | Espoli       | Espoli | Espoli             | Espoli      | Espoli |

|        | La Unión     | 2 - 0    | Dunamis  |          | Jaime Zumárraga | 3 de agosto | 15:00    |
|        | Chicos Malos | 1 - 6    | Espoli   |          | Carlos Vernaza  | 5 de agosto | 13:00    |
| Libre: | Libre:       | Imbabura | Imbabura | Imbabura | Imbabura        | Imbabura    | Imbabura |

|        | Espoli  | 2 - 1        | La Unión     |              | Gilberto Rueda Bedoya | 11 de agosto | 12:00        |
|        | Dunamis | 1 - 5        | Imbabura     |              | Olímpico de Tulcán    | 12 de agosto | 16:00        |
| Libre: | Libre:  | Chicos Malos | Chicos Malos | Chicos Malos | Chicos Malos          | Chicos Malos | Chicos Malos |

|        | La Unión | 12 - 1  | Chicos Malos |         | Jaime Zumárraga    | 15 de agosto | 15:00   |
|        | Imbabura | 0 - 0   | Espoli       |         | Olímpico de Ibarra | 15 de agosto | 16:00   |
| Libre: | Libre:   | Dunamis | Dunamis      | Dunamis | Dunamis            | Dunamis      | Dunamis |

|        | Espoli       | 3 - 0    | Dunamis  |          | Gilberto Rueda Bedoya | 19 de agosto | 12:00    |
|        | Chicos Malos | 2 - 4    | Imbabura |          | Carlos Vernaza        | 19 de agosto | 13:00    |
| Libre: | Libre:       | La Unión | La Unión | La Unión | La Unión              | La Unión     | La Unión |

|        | Imbabura | 11 - 0   | Chicos Malos |          | Olímpico de Ibarra | 25 de agosto | 16:00    |
|        | Dunamis  | 0 - 6    | Espoli       |          | Olímpico de Tulcán | 26 de agosto | 16:00    |
| Libre: | Libre:   | La Unión | La Unión     | La Unión | La Unión           | La Unión     | La Unión |

|        | Espoli       | 1 - 2   | Imbabura |         | Gilberto Rueda Bedoya | 29 de agosto | 12:00   |
|        | Chicos Malos | 0 - 8   | La Unión |         | Carlos Vernaza        | 29 de agosto | 13:00   |
| Libre: | Libre:       | Dunamis | Dunamis  | Dunamis | Dunamis               | Dunamis      | Dunamis |

|        | Imbabura | 0 - 1        | Dunamis      |              | Olímpico de Ibarra | 1 de septiembre | 16:00        |
|        | La Unión | 1 - 2        | Espoli       |              | Jaime Zumárraga    | 2 de septiembre | 15:00        |
| Libre: | Libre:   | Chicos Malos | Chicos Malos | Chicos Malos | Chicos Malos       | Chicos Malos    | Chicos Malos |

|        | Espoli  | 3 - 0    | Chicos Malos |          | Gilberto Rueda Bedoya | 8 de septiembre | 16:00    |
|        | Dunamis | 0 - 1    | La Unión     |          | Olímpico de Tulcán    | 9 de septiembre | 16:00    |
| Libre: | Libre:  | Imbabura | Imbabura     | Imbabura | Imbabura              | Imbabura        | Imbabura |

|        | Chicos Malos | 1 - 4  | Dunamis  |        | Carlos Vernaza  | 16 de septiembre | 12:00  |
|        | La Unión     | 0 - 1  | Imbabura |        | Jaime Zumárraga | 16 de septiembre | 15:00  |
| Libre: | Libre:       | Espoli | Espoli   | Espoli | Espoli          | Espoli           | Espoli |

## Zona 4
Los equipos de Imbabura, Orellana, Pichincha y Cotopaxi.

### Clasificación
|  |     | Equipo           | PJ | PG | PE | PP | GF | GC | DG | PTS |
|  | --- | ---------------- | -- | -- | -- | -- | -- | -- | -- | --- |
|  | 1.° | Alianza Cotopaxi | 6  | 3  | 2  | 1  | 9  | 6  | +3 | 11  |
|  | 2.° | Cumbayá F. C.    | 6  | 1  | 4  | 1  | 6  | 6  | 0  | 7   |
|  | 3.° | Anaconda F. C.   | 6  | 0  | 5  | 1  | 4  | 5  | -1 | 5   |
|  | 4.° | Leones del Norte | 6  | 1  | 3  | 2  | 5  | 7  | -2 | 5   |

### Evolución de la clasificación
| Equipo / Jornada | 01 | 02 | 03 | 04 | 05 | 06 |
| ---------------- | -- | -- | -- | -- | -- | -- |
| Alianza Cotopaxi | 1  | 2  | 2  | 2  | 1  | 1  |
| Cumbayá F. C.    | 2  | 1  | 1  | 1  | 2  | 2  |
| Anaconda F. C.   | 3  | 4  | 4  | 4  | 4  | 3  |
| Leones del Norte | 4  | 3  | 3  | 3  | 3  | 4  |

### Resultados
|  | Alianza Cotopaxi | 2 - 0 | Leones del Norte |  | La Cocha         | 28 de julio | 12:00 |
|  | Anaconda         | 1 - 1 | Cumbayá          |  | Julio César Vega | 29 de julio | 14:00 |

|  | Leones del Norte | 1 - 0 | Anaconda         |  | Olímpico Jaime Terán | 4 de agosto | 16:00 |
|  | Cumbayá          | 3 - 1 | Alianza Cotopaxi |  | Xavier Fernández     | 5 de agosto | 11:00 |

|  | Alianza Cotopaxi | 2 - 2 | Anaconda |  | La Cocha             | 11 de agosto | 12:00 |
|  | Leones del Norte | 0 - 0 | Cumbayá  |  | Olímpico Jaime Terán | 11 de agosto | 16:00 |

|  | Cumbayá  | 2 - 2 | Leones del Norte |  | Xavier Fernández | 26 de agosto | 11:00 |
|  | Anaconda | 0 - 0 | Alianza Cotopaxi |  | Julio César Vega | 26 de agosto | 13:00 |

|  | Alianza Cotopaxi | 2 - 0 | Cumbayá          |  | La Cocha         | 7 de septiembre | 15:30 |
|  | Anaconda         | 1 - 1 | Leones del Norte |  | Julio César Vega | 9 de septiembre | 13:00 |

|  | Cumbayá          | 0 - 0 | Anaconda         |  | Xavier Fernández     | 15 de septiembre | 15:00 |
|  | Leones del Norte | 1 - 2 | Alianza Cotopaxi |  | Olímpico Jaime Terán | 15 de septiembre | 15:00 |

## Zona 5
Los equipos de Tungurahua, Cañar, Bolívar y Chimborazo.

### Clasificación
|  |     | Equipo        | PJ | PG | PE | PP | GF | GC | DG | PTS |
|  | --- | ------------- | -- | -- | -- | -- | -- | -- | -- | --- |
|  | 1.° | Alianza       | 6  | 5  | 0  | 1  | 11 | 4  | +7 | 15  |
|  | 2.° | Mineros       | 6  | 2  | 1  | 3  | 8  | 6  | +2 | 7   |
|  | 3.° | Azogues S. C. | 6  | 1  | 2  | 3  | 6  | 10 | -4 | 5   |
|  | 4.° | Chacaritas    | 6  | 1  | 3  | 2  | 6  | 11 | -5 | 5   |

### Evolución de la clasificación
| Equipo / Jornada | 01 | 02 | 03 | 04 | 05 | 06 |
| ---------------- | -- | -- | -- | -- | -- | -- |
| Alianza          | 1  | 1  | 1  | 1  | 1  | 1  |
| Mineros          | 2  | 2  | 2  | 2  | 4  | 2  |
| Azogues S. C.    | 4  | 4  | 4  | 4  | 3  | 3  |
| Chacaritas       | 3  | 3  | 3  | 3  | 2  | 4  |

### Resultados
|  | Azogues    | 0 - 2 | Alianza |  | Jorge Andrade Cantos | 29 de julio | 11:30 |
|  | Chacaritas | 1 - 1 | Mineros |  | Ciudad de Pelileo    | 29 de julio | 16:00 |

|  | Alianza | 3 - 0 | Chacaritas |  | Timoteo Machado | 5 de agosto | 12:30 |
|  | Mineros | 2 - 0 | Azogues    |  | San Juan        | 5 de agosto | 13:30 |

|  | Mineros    | 1 - 2 | Alianza |  | San Juan          | 12 de agosto | 13:30 |
|  | Chacaritas | 2 - 2 | Azogues |  | Ciudad de Pelileo | 12 de agosto | 16:00 |

|  | Alianza | 1 - 0 | Mineros    |  | Timoteo Machado      | 26 de agosto | 10:00 |
|  | Azogues | 1 - 1 | Chacaritas |  | Jorge Andrade Cantos | 26 de agosto | 11:30 |

|  | Azogues    | 2 - 1 | Mineros |  | Jorge Andrade Cantos | 9 de septiembre | 11:30 |
|  | Chacaritas | 2 - 1 | Alianza |  | Ciudad de Pelileo    | 9 de septiembre | 16:00 |

|  | Alianza | 2 - 1 | Azogues    |  | Timoteo Machado | 16 de septiembre | 13:00 |
|  | Mineros | 3 - 0 | Chacaritas |  | San Juan        | 16 de septiembre | 13:00 |

## Zona 6
Los equipos de Tungurahua, Cañar, Bolívar, Chimborazo y Morona Santiago.

### Clasificación
|  |     | Equipo           | PJ | PG | PE | PP | GF | GC | DG  | PTS |
|  | --- | ---------------- | -- | -- | -- | -- | -- | -- | --- | --- |
|  | 1.° | San Francisco    | 8  | 7  | 1  | 0  | 19 | 4  | +15 | 22  |
|  | 2.° | Deportivo Guano  | 8  | 5  | 1  | 2  | 18 | 8  | +10 | 16  |
|  | 3.° | América S. C.    | 8  | 3  | 2  | 3  | 9  | 11 | -2  | 10  |
|  | 4.° | Primero de Mayo  | 8  | 2  | 2  | 4  | 8  | 11 | -3  | 8   |
|  | 5.° | Deportivo Morona | 8  | 0  | 0  | 8  | 10 | 30 | -20 | -4  |

### Evolución de la clasificación
| Equipo / Jornada | 01 | 02 | 03 | 04 | 05 | 06 | 07 | 08 | 09 | 10 |
| ---------------- | -- | -- | -- | -- | -- | -- | -- | -- | -- | -- |
| San Francisco    | 2  | 1  | 2  | 1  | 1  | 1  | 1  | 1  | 1  | 1  |
| Deportivo Guano  | 5  | 2  | 1  | 2  | 2  | 2  | 2  | 2  | 2  | 2  |
| América S. C.    | 1  | 3  | 3  | 3  | 3  | 3  | 4  | 4  | 4  | 3  |
| Primero de Mayo  | 3  | 5  | 4  | 4  | 4  | 4  | 3  | 3  | 3  | 4  |
| Deportivo Morona | 4  | 4  | 5  | 5  | 5  | 5  | 5  | 5  | 5  | 5  |

### Resultados
|        | Deportivo Guano  | 0 - 1           | San Francisco   |                 | Timoteo Machado | 29 de julio     | 13:00           |
|        | Deportivo Morona | 2 - 3           | América         |                 | Tito Navarrete  | 29 de julio     | 13:30           |
| Libre: | Libre:           | Primero de Mayo | Primero de Mayo | Primero de Mayo | Primero de Mayo | Primero de Mayo | Primero de Mayo |

|        | América       | 1 - 3            | Deportivo Guano  |                  | Neptalí Barona       | 4 de agosto      | 11:00            |
|        | San Francisco | 3 - 1            | Primero de Mayo  |                  | Jorge Andrade Cantos | 5 de agosto      | 11:30            |
| Libre: | Libre:        | Deportivo Morona | Deportivo Morona | Deportivo Morona | Deportivo Morona     | Deportivo Morona | Deportivo Morona |

|        | Primero de Mayo | 0 - 1         | América          |               | Centenario      | 11 de agosto  | 13:30         |
|        | Deportivo Guano | 5 - 0         | Deportivo Morona |               | Timoteo Machado | 12 de agosto  | 11:30         |
| Libre: | Libre:          | San Francisco | San Francisco    | San Francisco | San Francisco   | San Francisco | San Francisco |

|        | América          | 0 - 1           | San Francisco   |                 | Neptalí Barona  | 15 de agosto    | 12:00           |
|        | Deportivo Morona | 1 - 3           | Primero de Mayo |                 | Tito Navarrete  | 15 de agosto    | 14:00           |
| Libre: | Libre:           | Deportivo Guano | Deportivo Guano | Deportivo Guano | Deportivo Guano | Deportivo Guano | Deportivo Guano |

|        | Primero de Mayo | 0 - 2   | Deportivo Guano  |         | Centenario           | 18 de agosto | 13:30   |
|        | San Francisco   | 4 - 1   | Deportivo Morona |         | Jorge Andrade Cantos | 19 de agosto | 11:30   |
| Libre: | Libre:          | América | América          | América | América              | América      | América |

|        | Deportivo Guano  | 1 - 0   | Primero de Mayo |         | Timoteo Machado | 26 de agosto | 12:30   |
|        | Deportivo Morona | 1 - 5   | San Francisco   |         | Tito Navarrete  | 26 de agosto | 14:00   |
| Libre: | Libre:           | América | América         | América | América         | América      | América |

|        | Primero de Mayo | 4 - 3           | Deportivo Morona |                 | Centenario           | 29 de agosto    | 14:30           |
|        | San Francisco   | 3 - 0           | América          |                 | Jorge Andrade Cantos | 29 de agosto    | 19:30           |
| Libre: | Libre:          | Deportivo Guano | Deportivo Guano  | Deportivo Guano | Deportivo Guano      | Deportivo Guano | Deportivo Guano |

|        | América          | 0 - 0         | Primero de Mayo |               | Neptalí Barona | 1 de septiembre | 11:00         |
|        | Deportivo Morona | 2 - 4         | Deportivo Guano |               | Tito Navarrete | 2 de septiembre | 14:00         |
| Libre: | Libre:           | San Francisco | San Francisco   | San Francisco | San Francisco  | San Francisco   | San Francisco |

|        | Primero de Mayo | 0 - 0            | San Francisco    |                  | Centenario       | 8 de septiembre  | 12:00            |
|        | Deportivo Guano | 2 - 2            | América          |                  | Timoteo Machado  | 9 de septiembre  | 11:30            |
| Libre: | Libre:          | Deportivo Morona | Deportivo Morona | Deportivo Morona | Deportivo Morona | Deportivo Morona | Deportivo Morona |

|        | América       | 2 - 0           | Deportivo Morona |                 | Neptalí Barona       | 15 de septiembre | 11:00           |
|        | San Francisco | 2 - 1           | Deportivo Guano  |                 | Jorge Andrade Cantos | 16 de septiembre | 11:30           |
| Libre: | Libre:        | Primero de Mayo | Primero de Mayo  | Primero de Mayo | Primero de Mayo      | Primero de Mayo  | Primero de Mayo |

## Zona 7
Los equipos de Azuay, El Oro, Guayas y Loja.

### Clasificación
|  |     | Equipo          | PJ | PG | PE | PP | GF | GC | DG  | PTS |
|  | --- | --------------- | -- | -- | -- | -- | -- | -- | --- | --- |
|  | 1.° | Guayaquil Sport | 6  | 5  | 1  | 0  | 20 | 3  | +17 | 16  |
|  | 2.° | Audaz Octubrino | 6  | 2  | 1  | 3  | 10 | 7  | +3  | 7   |
|  | 3.° | Atenas F. C.    | 6  | 1  | 3  | 2  | 11 | 10 | +1  | 6   |
|  | 4.° | Valle Catamayo  | 6  | 1  | 1  | 4  | 6  | 27 | -21 | 0   |

### Evolución de la clasificación
| Equipo / Jornada | 01 | 02 | 03 | 04 | 05 | 06 |
| ---------------- | -- | -- | -- | -- | -- | -- |
| Guayaquil Sport  | 1  | 1  | 1  | 1  | 1  | 1  |
| Audaz Octubrino  | 2  | 2  | 3  | 3  | 2  | 2  |
| Atenas F. C.     | 3  | 4  | 4  | 2  | 3  | 3  |
| Valle Catamayo   | 4  | 3  | 2  | 4  | 4  | 4  |

### Resultados
|  | Audaz Octubrino | 2 - 0 | Atenas         |  | 9 de Mayo             | 27 de julio | 15:30 |
|  | Guayaquil Sport | 6 - 2 | Valle Catamayo |  | Alejandro Ponce Noboa | 29 de julio | 15:30 |

|  | Atenas         | 1 - 1 | Guayaquil Sport |  | Alejandro Serrano Aguilar | 4 de agosto | 12:00 |
|  | Valle Catamayo | 2 - 1 | Audaz Octubrino |  | Reina del Cisne           | 5 de agosto | 15:00 |

|  | Guayaquil Sport | 2 - 0 | Audaz Octubrino |  | Alejandro Ponce Noboa | 11 de agosto | 15:30 |
|  | Valle Catamayo  | 1 - 1 | Atenas          |  | Reina del Cisne       | 12 de agosto | 15:00 |

|  | Atenas          | 7 - 1 | Valle Catamayo  |  | Alejandro Serrano Aguilar | 24 de agosto | 12:00 |
|  | Audaz Octubrino | 0 - 1 | Guayaquil Sport |  | 9 de Mayo                 | 24 de agosto | 15:30 |

|  | Guayaquil Sport | 3 - 0 | Atenas         |  | Alejandro Ponce Noboa | 8 de septiembre | 15:30 |
|  | Audaz Octubrino | 5 - 0 | Valle Catamayo |  | 9 de Mayo             | 9 de septiembre | 15:00 |

|  | Atenas         | 2 - 2 | Audaz Octubrino |  | Alejandro Serrano Aguilar | 16 de septiembre | 12:00 |
|  | Valle Catamayo | 0 - 7 | Guayaquil Sport |  | Reina del Cisne           | 16 de septiembre | 13:00 |

## Zona 8
Los equipos de Azuay, El Oro, Guayas y Loja.

### Clasificación
|  |     | Equipo              | PJ | PG | PE | PP | GF | GC | DG  | PTS |
|  | --- | ------------------- | -- | -- | -- | -- | -- | -- | --- | --- |
|  | 1.° | Toreros             | 6  | 2  | 4  | 0  | 16 | 4  | +12 | 10  |
|  | 2.° | Cantera del Jubones | 6  | 3  | 2  | 1  | 13 | 5  | +8  | 10  |
|  | 3.° | Gloria              | 6  | 2  | 3  | 1  | 7  | 4  | +3  | 9   |
|  | 4.° | Sport Villarreal    | 6  | 0  | 1  | 5  | 1  | 24 | -23 | -3  |

### Evolución de la clasificación
| Equipo / Jornada    | 01 | 02 | 03 | 04 | 05 | 06 |
| ------------------- | -- | -- | -- | -- | -- | -- |
| Toreros             | 3  | 3  | 3  | 2  | 3  | 1  |
| Cantera del Jubones | 2  | 2  | 2  | 3  | 2  | 2  |
| Gloria              | 1  | 1  | 1  | 1  | 1  | 3  |
| Sport Villarreal    | 4  | 4  | 4  | 4  | 4  | 4  |

### Resultados
|  | Gloria           | 2 - 2 | Cantera del Jubones |  | Alejandro Serrano Aguilar | 28 de julio | 12:00 |
|  | Sport Villarreal | 1 - 1 | Toreros             |  | Reina del Cisne           | 29 de julio | 14:00 |

|  | Cantera del Jubones | 5 - 0 | Sport Villarreal |  | Carlos Falquez Batallas | 3 de agosto | 20:00 |
|  | Toreros             | 1 - 1 | Gloria           |  | Agapito Chuchuca        | 4 de agosto | 16:00 |

|  | Cantera del Jubones | 1 - 1 | Toreros          |  | Carlos Falquez Batallas | 10 de agosto | 20:00 |
|  | Gloria              | 3 - 0 | Sport Villarreal |  | Municipal de Guachapala | 12 de agosto | 14:00 |

|  | Sport Villarreal | 0 - 1 | Gloria              |  | Reina del Cisne            | 25 de agosto | 14:00 |
|  | Toreros          | 2 - 1 | Cantera del Jubones |  | Monumental Banco Pichincha | 25 de agosto | 16:00 |

|  | Gloria           | 0 - 0 | Toreros             |  | Alejandro Serrano Aguilar | 8 de septiembre | 13:00 |
|  | Sport Villarreal | 0 - 3 | Cantera del Jubones |  | Reina del Cisne           | 9 de septiembre | 11:00 |

|  | Toreros             | 11 - 0 | Sport Villarreal |  | Monumental Banco Pichincha | 15 de septiembre | 19:30 |
|  | Cantera del Jubones | 1 - 0  | Gloria           |  | Carlos Falquez Batallas    | 15 de septiembre | 19:30 |

## Equipos clasificados a la fase nacional (cuadrangulares semifinales)
| Zona | 1.° lugar                       | 2.° lugar                                  |
| ---- | ------------------------------- | ------------------------------------------ |
| 1    | Club Atlético Portoviejo        | Club Deportivo Quevedo                     |
| 2    | Club Deportivo Duros del Balón  | Club Social, Cultural y Deportivo Brasilia |
| 3    | Club Deportivo Espoli           | Imbabura Sporting Club                     |
| 4    | Club Deportivo Alianza Cotopaxi | Cumbayá Fútbol Club                        |
| 5    | Club Social y Deportivo Alianza | Mineros Sporting Club                      |
| 6    | Club Deportivo San Francisco    | Club Deportivo Guano                       |
| 7    | Guayaquil Sport Club            | Club Social y Deportivo Audaz Octubrino    |
| 8    | Toreros Fútbol Club             | Club Deportivo Cantera del Jubones         |

## Cuadrangulares semifinales
– Clasificado para el cuadrangular final.

### Grupo A
|  |     | Equipo            | PJ | PG | PE | PP | GF | GC | DG | PTS |
|  | --- | ----------------- | -- | -- | -- | -- | -- | -- | -- | --- |
|  | 1.° | Deportivo Quevedo | 6  | 4  | 2  | 0  | 9  | 4  | +5 | 14  |
|  | 2.° | Toreros           | 6  | 2  | 1  | 3  | 6  | 7  | -1 | 7   |
|  | 3.° | Cumbayá F. C.     | 6  | 2  | 1  | 3  | 7  | 12 | -5 | 7   |
|  | 4.° | San Francisco     | 6  | 2  | 0  | 4  | 14 | 13 | +1 | 6   |

### Evolución de la clasificación
| Equipo / Jornada  | 01 | 02 | 03 | 04 | 05 | 06 |
| ----------------- | -- | -- | -- | -- | -- | -- |
| Deportivo Quevedo | 2  | 1  | 1  | 1  | 1  | 1  |
| Toreros           | 3  | 4  | 2  | 3  | 2  | 2  |
| Cumbayá F. C.     | 1  | 3  | 4  | 2  | 3  | 3  |
| San Francisco     | 4  | 2  | 3  | 4  | 4  | 4  |

### Resultados
|  | Cumbayá | 2 - 1 | San Francisco     |  | General Rumiñahui          | 22 de septiembre | 11:00 |
|  | Toreros | 1 - 1 | Deportivo Quevedo |  | Monumental Banco Pichincha | 23 de septiembre | 16:00 |

|  | San Francisco     | 3 - 1 | Toreros |  | Jorge Andrade Cantos | 30 de septiembre | 11:30 |
|  | Deportivo Quevedo | 2 - 0 | Cumbayá |  | 7 de Octubre         | 30 de septiembre | 16:00 |

|  | Deportivo Quevedo | 1 - 0 | San Francisco |  | 7 de Octubre               | 6 de octubre | 16:00 |
|  | Toreros           | 1 - 0 | Cumbayá       |  | Monumental Banco Pichincha | 6 de octubre | 16:00 |

|  | Cumbayá       | 1 - 0 | Toreros           |  | General Rumiñahui    | 14 de octubre | 11:00 |
|  | San Francisco | 2 - 3 | Deportivo Quevedo |  | Jorge Andrade Cantos | 14 de octubre | 11:30 |

|  | Toreros | 3 - 1 | San Francisco     |  | Monumental Banco Pichincha | 20 de octubre | 19:00 |
|  | Cumbayá | 1 - 1 | Deportivo Quevedo |  | General Rumiñahui          | 21 de octubre | 11:00 |

|  | Deportivo Quevedo | 1 - 0 | Toreros |  | 7 de Octubre         | 27 de octubre | 16:00 |
|  | San Francisco     | 7 - 3 | Cumbayá |  | Jorge Andrade Cantos | 28 de octubre | 11:30 |

### Grupo B
|  |     | Equipo              | PJ | PG | PE | PP | GF | GC | DG  | PTS |
|  | --- | ------------------- | -- | -- | -- | -- | -- | -- | --- | --- |
|  | 1.° | Alianza Cotopaxi    | 6  | 4  | 1  | 1  | 16 | 7  | +9  | 13  |
|  | 2.° | Guayaquil Sport     | 6  | 4  | 0  | 2  | 12 | 5  | +7  | 12  |
|  | 3.° | Deportivo Guano     | 6  | 2  | 1  | 3  | 9  | 12 | -3  | 7   |
|  | 4.° | Cantera del Jubones | 6  | 1  | 0  | 5  | 6  | 19 | -13 | 3   |

### Evolución de la clasificación
| Equipo / Jornada    | 01 | 02 | 03 | 04 | 05 | 06 |
| ------------------- | -- | -- | -- | -- | -- | -- |
| Alianza Cotopaxi    | 2  | 1  | 1  | 1  | 1  | 1  |
| Guayaquil Sport     | 1  | 2  | 2  | 2  | 2  | 2  |
| Deportivo Guano     | 3  | 4  | 4  | 4  | 3  | 3  |
| Cantera del Jubones | 4  | 3  | 3  | 3  | 4  | 4  |

### Resultados
|  | Deportivo Guano | 1 - 1 | Alianza Cotopaxi    |  | Timoteo Machado       | 22 de septiembre | 11:30 |
|  | Guayaquil Sport | 2 - 0 | Cantera del Jubones |  | Alejandro Ponce Noboa | 22 de septiembre | 15:30 |

|  | Cantera del Jubones | 2 - 1 | Deportivo Guano |  | Carlos Falquez Batallas | 28 de septiembre | 20:00 |
|  | Alianza Cotopaxi    | 1 - 0 | Guayaquil Sport |  | La Cocha                | 29 de septiembre | 15:30 |

|  | Cantera del Jubones | 1 - 5 | Alianza Cotopaxi |  | Carlos Falquez Batallas | 5 de octubre | 20:00 |
|  | Guayaquil Sport     | 3 - 0 | Deportivo Guano  |  | Alejandro Ponce Noboa   | 6 de octubre | 15:30 |

|  | Alianza Cotopaxi | 5 - 2 | Cantera del Jubones |  | La Cocha        | 13 de octubre | 15:30 |
|  | Deportivo Guano  | 1 - 4 | Guayaquil Sport     |  | Timoteo Machado | 14 de octubre | 11:45 |

|  | Guayaquil Sport | 0 - 3 | Alianza Cotopaxi    |  | Alejandro Ponce Noboa | 20 de octubre | 15:30 |
|  | Deportivo Guano | 3 - 1 | Cantera del Jubones |  | Timoteo Machado       | 21 de octubre | 11:30 |

|  | Cantera del Jubones | 0 - 3 | Guayaquil Sport |  | Carlos Falquez Batallas | 26 de octubre | 20:00 |
|  | Alianza Cotopaxi    | 1 - 3 | Deportivo Guano |  | La Cocha                | 27 de octubre | 15:30 |

### Grupo C
|  |     | Equipo              | PJ | PG | PE | PP | GF | GC | DG | PTS |
|  | --- | ------------------- | -- | -- | -- | -- | -- | -- | -- | --- |
|  | 1.° | Atlético Portoviejo | 6  | 4  | 0  | 2  | 10 | 6  | +4 | 12  |
|  | 2.° | Brasilia            | 6  | 3  | 1  | 2  | 7  | 7  | 0  | 10  |
|  | 3.° | Espoli              | 6  | 2  | 1  | 3  | 9  | 7  | +2 | 7   |
|  | 4.° | Mineros             | 6  | 2  | 0  | 4  | 3  | 9  | -6 | 5   |

### Evolución de la clasificación
| Equipo / Jornada    | 01 | 02 | 03 | 04 | 05 | 06 |
| ------------------- | -- | -- | -- | -- | -- | -- |
| Atlético Portoviejo | 4  | 2  | 1  | 2  | 1  | 1  |
| Brasilia            | 2  | 1  | 2  | 1  | 3  | 2  |
| Espoli              | 1  | 4  | 3  | 4  | 2  | 3  |
| Mineros             | 3  | 3  | 4  | 3  | 4  | 4  |

### Resultados
|  | Espoli   | 1 - 0 | Atlético Portoviejo |  | Gilberto Rueda Bedoya | 22 de septiembre | 12:00 |
|  | Brasilia | 1 - 0 | Mineros             |  | Folke Anderson        | 22 de septiembre | 12:30 |

|  | Mineros             | 1 - 0 | Espoli   |  | San Juan          | 29 de septiembre | 13:15 |
|  | Atlético Portoviejo | 2 - 1 | Brasilia |  | Reales Tamarindos | 29 de septiembre | 16:00 |

|  | Espoli              | 1 - 1 | Brasilia |  | L.D.C. de Tabacundo | 6 de octubre | 12:00 |
|  | Atlético Portoviejo | 2 - 0 | Mineros  |  | Reales Tamarindos   | 6 de octubre | 16:00 |

|  | Brasilia | 2 - 1 | Espoli              |  | Folke Anderson | 13 de octubre | 12:30 |
|  | Mineros  | 2 - 0 | Atlético Portoviejo |  | Centenario     | 13 de octubre | 15:15 |

|  | Espoli   | 5 - 0 | Mineros             |  | Gilberto Rueda Bedoya | 20 de octubre | 12:00 |
|  | Brasilia | 1 - 3 | Atlético Portoviejo |  | Folke Anderson        | 20 de octubre | 12:30 |

|  | Atlético Portoviejo | 3 - 1 | Espoli   |  | Reales Tamarindos | 27 de octubre | 15:00 |
|  | Mineros             | 0 - 1 | Brasilia |  | Centenario        | 27 de octubre | 15:00 |

### Grupo D
|  |     | Equipo          | PJ | PG | PE | PP | GF | GC | DG | PTS |
|  | --- | --------------- | -- | -- | -- | -- | -- | -- | -- | --- |
|  | 1.° | Duros del Balón | 6  | 3  | 2  | 1  | 6  | 1  | +5 | 11  |
|  | 2.° | Alianza         | 6  | 3  | 2  | 1  | 8  | 5  | +3 | 11  |
|  | 3.° | Audaz Octubrino | 6  | 2  | 1  | 3  | 5  | 6  | -1 | 7   |
|  | 4.° | Imbabura S. C.  | 6  | 1  | 1  | 4  | 5  | 12 | -7 | 4   |

### Evolución de la clasificación
| Equipo / Jornada | 01 | 02 | 03 | 04 | 05 | 06 |
| ---------------- | -- | -- | -- | -- | -- | -- |
| Duros del Balón  | 1  | 1  | 1  | 1  | 2  | 1  |
| Alianza          | 2  | 2  | 2  | 2  | 1  | 2  |
| Audaz Octubrino  | 3  | 3  | 3  | 3  | 3  | 3  |
| Imbabura S. C.   | 4  | 4  | 4  | 4  | 4  | 4  |

### Resultados
|  | Alianza  | 2 - 0 | Audaz Octubrino |  | Timoteo Machado    | 23 de septiembre | 11:00 |
|  | Imbabura | 0 - 3 | Duros del Balón |  | Olímpico de Ibarra | 23 de septiembre | 12:00 |

|  | Audaz Octubrino | 2 - 0 | Imbabura |  | 9 de Mayo             | 28 de septiembre | 12:00 |
|  | Duros del Balón | 0 - 0 | Alianza  |  | Alejandro Ponce Noboa | 30 de septiembre | 16:00 |

|  | Imbabura        | 1 - 1 | Alianza         |  | Olímpico de Ibarra    | 6 de octubre | 16:00 |
|  | Duros del Balón | 0 - 0 | Audaz Octubrino |  | Alejandro Ponce Noboa | 7 de octubre | 16:00 |

|  | Alianza         | 3 - 2 | Imbabura        |  | Timoteo Machado | 13 de octubre | 11:30 |
|  | Audaz Octubrino | 0 - 1 | Duros del Balón |  | 9 de Mayo       | 13 de octubre | 15:30 |

|  | Alianza  | 1 - 0 | Duros del Balón |  | Timoteo Machado    | 20 de octubre | 11:30 |
|  | Imbabura | 2 - 1 | Audaz Octubrino |  | Olímpico de Ibarra | 20 de octubre | 16:00 |

|  | Duros del Balón | 2 - 0 | Imbabura |  | Samborondón Arena       | 27 de octubre | 15:00 |
|  | Audaz Octubrino | 2 - 1 | Alianza  |  | Carlos Falquez Batallas | 27 de octubre | 15:00 |

## Cuadrangular final

### Clasificación
|  |  |     | Equipo              | PJ | PG | PE | PP | GF | GC | DG  | PTS |
|  |  | --- | ------------------- | -- | -- | -- | -- | -- | -- | --- | --- |
|  |  | 1.° | Alianza Cotopaxi    | 6  | 4  | 1  | 1  | 13 | 4  | +9  | 13  |
|  |  | 2.° | Duros del Balón     | 6  | 2  | 2  | 2  | 9  | 7  | +2  | 8   |
|  |  | 3.° | Atlético Portoviejo | 6  | 2  | 2  | 2  | 3  | 4  | -1  | 8   |
|  |  | 4.° | Deportivo Quevedo   | 6  | 0  | 3  | 3  | 5  | 15 | -10 | 3   |

|  | Campeón ascendido a la Serie B 2019.     |
|  | Vicecampeón ascendido a la Serie B 2019. |

### Evolución de la clasificación
| Equipo / Jornada    | 01 | 02 | 03 | 04 | 05 | 06 |
| ------------------- | -- | -- | -- | -- | -- | -- |
| Alianza Cotopaxi    | 4  | 2  | 2  | 2  | 1  | 1  |
| Duros del Balón     | 2  | 3  | 3  | 4  | 3  | 2  |
| Atlético Portoviejo | 1  | 1  | 1  | 1  | 2  | 3  |
| Deportivo Quevedo   | 3  | 4  | 4  | 3  | 4  | 4  |

### Resultados
|  | Deportivo Quevedo   | 1 - 1 (enlace roto disponible en Internet Archive; véase el historial, la primera versión y la última). | Duros del Balón  |  | 7 de Octubre      | 10 de noviembre | 16:00 |
|  | Atlético Portoviejo | 1 - 0 (enlace roto disponible en Internet Archive; véase el historial, la primera versión y la última). | Alianza Cotopaxi |  | Reales Tamarindos | 11 de noviembre | 15:00 |

|  | Duros del Balón  | 0 - 1 (enlace roto disponible en Internet Archive; véase el historial, la primera versión y la última). | Atlético Portoviejo |  | Samborondón Arena | 17 de noviembre | 15:00 |
|  | Alianza Cotopaxi | 4 - 0 (enlace roto disponible en Internet Archive; véase el historial, la primera versión y la última). | Deportivo Quevedo   |  | La Cocha          | 17 de noviembre | 15:30 |

|  | Deportivo Quevedo | 0 - 0 (enlace roto disponible en Internet Archive; véase el historial, la primera versión y la última). | Atlético Portoviejo |  | 7 de Octubre      | 24 de noviembre | 16:00 |
|  | Duros del Balón   | 0 - 0 Archivado el 30 de noviembre de 2018 en Wayback Machine.                                          | Alianza Cotopaxi    |  | Samborondón Arena | 25 de noviembre | 15:00 |

|  | Alianza Cotopaxi    | 4 - 1 (enlace roto disponible en Internet Archive; véase el historial, la primera versión y la última). | Duros del Balón   |  | La Cocha          | 1 de diciembre | 15:30 |
|  | Atlético Portoviejo | 1 - 1 (enlace roto disponible en Internet Archive; véase el historial, la primera versión y la última). | Deportivo Quevedo |  | Reales Tamarindos | 1 de diciembre | 16:00 |

|  | Deportivo Quevedo   | 2 - 3 (enlace roto disponible en Internet Archive; véase el historial, la primera versión y la última). | Alianza Cotopaxi |  | 7 de Octubre     | 8 de diciembre | 15:00 |
|  | Atlético Portoviejo | 0 - 1 (enlace roto disponible en Internet Archive; véase el historial, la primera versión y la última). | Duros del Balón  |  | Baltazar Guevara | 8 de diciembre | 15:00 |

|  | Alianza Cotopaxi | 2 - 0 Archivado el 20 de diciembre de 2018 en Wayback Machine. | Atlético Portoviejo |  | La Cocha              | 15 de diciembre | 15:00 |
|  | Duros del Balón  | 6 - 1 Archivado el 20 de diciembre de 2018 en Wayback Machine. | Deportivo Quevedo   |  | Alejandro Ponce Noboa | 15 de diciembre | 15:00 |

### Campeón
|                                                                   |
| Club Deportivo Alianza Cotopaxi 1.er título Asciende a la Serie B |
| También asciende Club Deportivo Duros del Balón como vicecampeón. |

## Goleadores
- Actualizado el 15 de diciembre de 2018.

| Jugador            | Equipo              | Goles | PJ | 1.° F | 2.° F | Prom. |
| ------------------ | ------------------- | ----- | -- | ----- | ----- | ----- |
| 1. Carlos Bailón   | Deportivo Quevedo   | 25    | 26 | 24    | 1     | 0.96  |
| 2. Jostin Alman    | La Paz              | 24    | 20 | 22    | 2     | 1.20  |
| 3. David Ruano     | Atlético Portoviejo | 24    | 28 | 18    | 6     | 0.86  |
| 4. Wilson Morales  | Alianza Cotopaxi    | 24    | 29 | 17    | 6     | 0.83  |
| 5. Michael Angulo  | Mineros             | 23    | 20 | 15    | 8     | 1.15  |
| 6. Renny Jaramillo | Alianza Cotopaxi    | 23    | 29 | 13    | 10    | 0.79  |
| 7. Marco Cabezas   | Atlético Portoviejo | 21    | 28 | 16    | 5     | 0.75  |
| 8. Jhon Palacios   | Espoli              | 20    | 18 | 9     | 11    | 1.11  |
| 9. Kevin Valencia  | La Unión            | 20    | 25 | 17    | 3     | 0.80  |
| 10. Edinson Mero   | San Francisco       | 20    | 27 | 14    | 6     | 0.74  |